# Ad Achkar

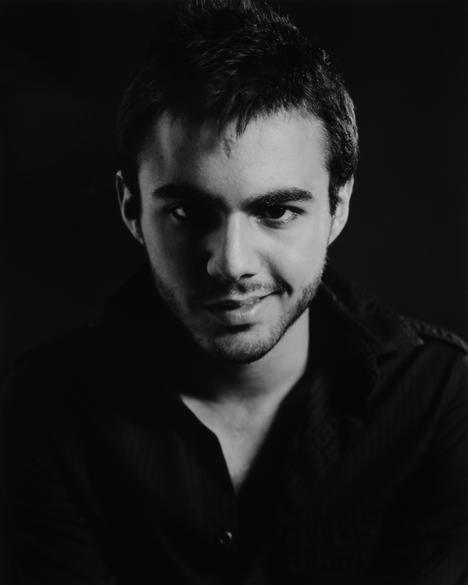
Ad Achkar, ca. 2011

Ad Achkar (* 17. August 1988 bei Beirut, Libanon; ursprünglich Aad el Achkar) ist ein libanesischer Fotograf.

## Leben und Werk
Im Anschluss an ein Baccalauréat, einem libanesischen Abschluss, der mit dem deutschen Abitur vergleichbar ist, studierte Ad Achkar an der Université Saint-Esprit de Kaslik künstlerische Fotografie (Fine-Art). Den Abschluss machte er dort 2010 und als erster Student seit Gründung des Studienganges erhielt er für seine Abschlussarbeit God bless our homes die höchste akademische Auszeichnung.
Einer der Schwerpunkte seiner Arbeit ist die Beziehung zwischen Mensch und Natur mit den sich daraus resultierenden Problemen.
In seiner Serie „God bless our home“ hat er sich mit dem Wohlstands-Müll beschäftigt und ausschließlich recycelte Objekte für seine Dekorationen genutzt. Auf den zweiten Blick erkannte man, dass die photographische Idylle trügt. Diese Arbeit erweckt Assoziationen zur Arte Povera.
Auf der Suche nach neuen Talenten hatte im April 2010 die im arabischen Raum aktive Ayyam Gallery junge Photographen zu einem Wettbewerb aufgerufen. Unter den 150 Teilnehmern wurden von der Ayyam Gallery die 15 besten Photographen nominiert, deren Bilder im Rahmen einer Gemeinschaftsausstellung in Dubai der Öffentlichkeit präsentiert wurden.
Die Wahl der Fachjury für den Ersten Preis fiel auf Ad Achkar, der  ein Preisgeld gewonnen hat.

## Ausstellungen

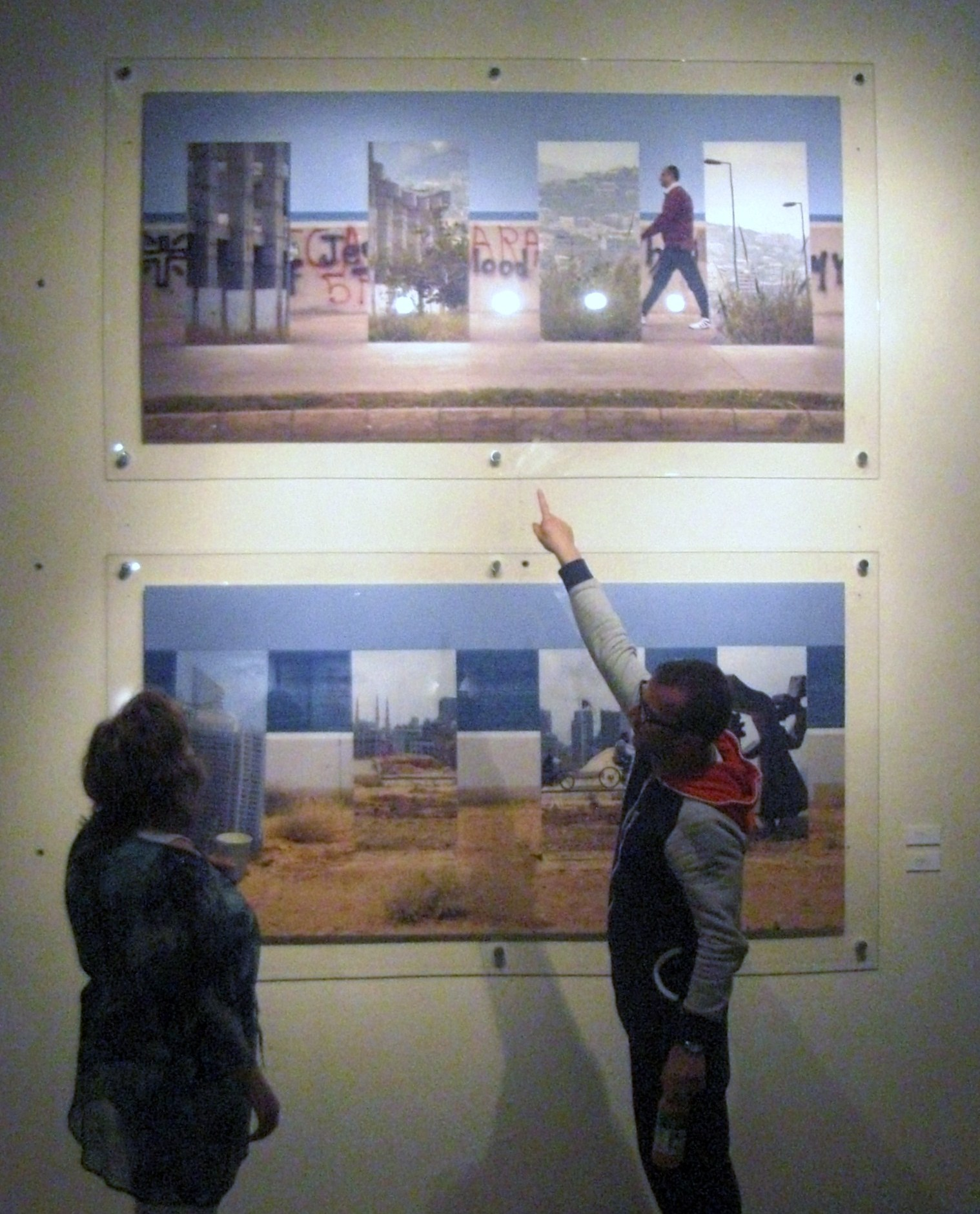
SNAP!Orlando Besucher diskutieren zwei Bilder aus der Serie Behind the Sea

### Gruppenausstellungen
- 2010 Beirut Art Book Fair[2], Beirut, Libanon
- 2011 Ayyam Gallery, Dubai, Emirate of Dubai[1]
- 2012 snap! Downtown Orlando, Florida, US[3]

### Einzelausstellung
- 2011 Ausstellung der Serie God bless our home in  De Prague, Beirut, Libanon[4]
- 2014 One with Nature eine Installation von Selbstporträts in Nahr El Kalb (Tal des Hundes) nahe. Beirut, Libanon, 4.–9. September 2014[5][6]